# 王俊 (1976年)

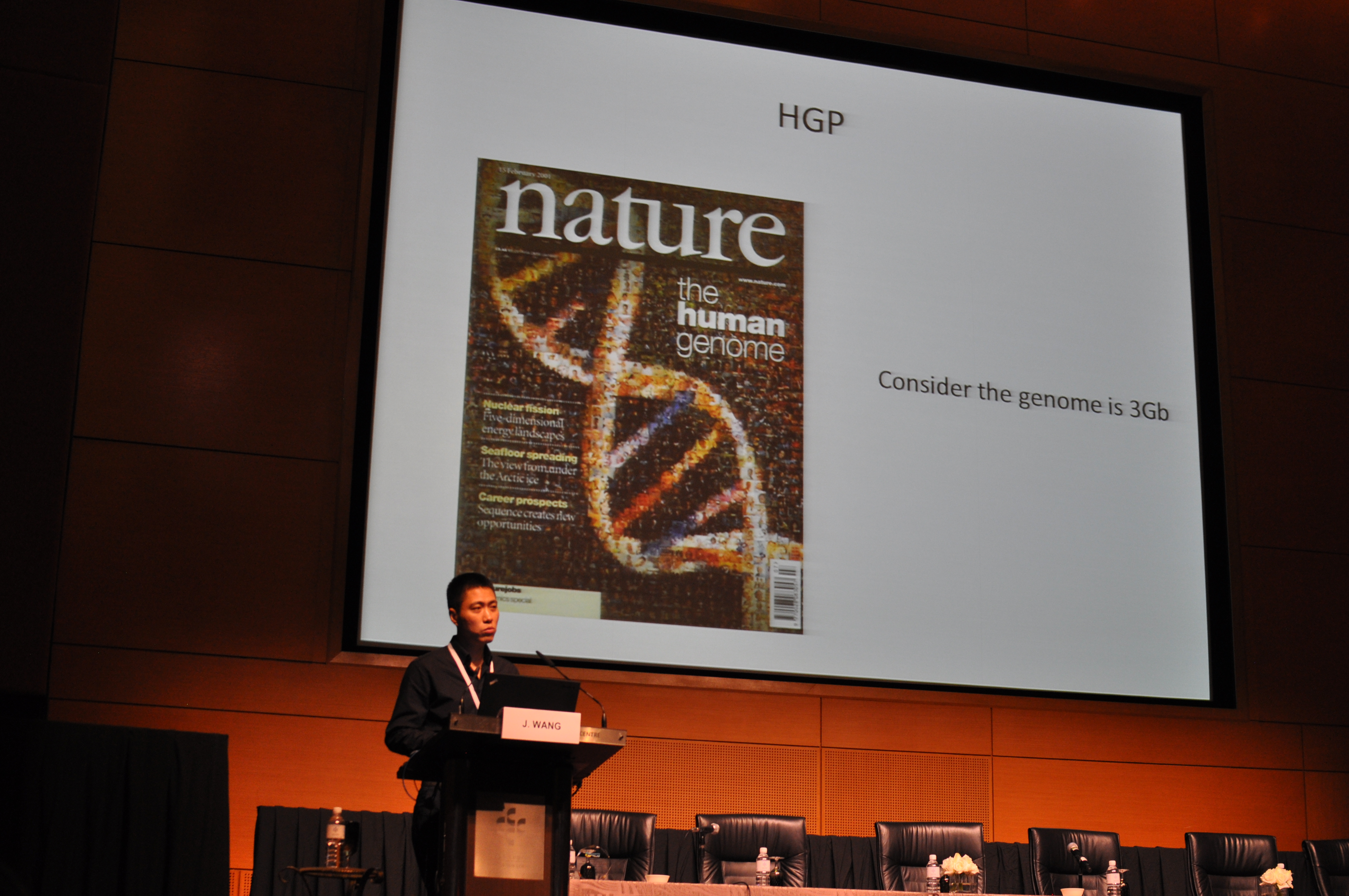
2015年在吉隆坡参加人类基因组织大会

王俊（1976年6月4日—），中国企业家，计算机科学家。

## 生平
1976年出生于江苏省东台市，1997获得北京大学生物物理学专业学士学位，1999年在博士攻读期间参与人类基因组计划测序。带领团队负责第一个亚洲人基因组，大熊猫基因组等。同年博士毕业加入华大基因。曾担任哥本哈根大学教师，合著过100多篇论文。2015年7月17日宣布辞去华大基因首席执行官，同年10月27日在深圳创立碳云智能并担任首席执行官。

## 荣誉
- 2012年被选为自然科学十人。[9]
- 2013年被《财富杂志》选为“中国40位40岁以下的商界精英”。[10]